# Korczak Ziolkowski

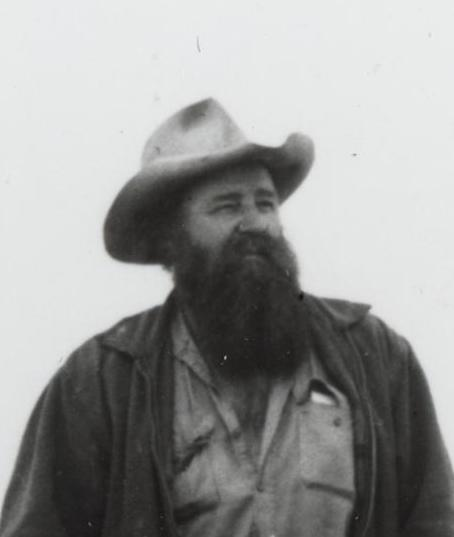
Korczak Ziółkowski

Korczak Ziolkowski, polnisch Korczak Ziółkowski, (* 6. September 1908 in Boston, Massachusetts; † 20. Oktober 1982 in Sturgis, South Dakota) war ein polnisch-amerikanischer  Bildhauer und Möbeldesigner.

## Leben
Als seine Eltern bei einem Bootsunfall ums Leben kamen, wurde der einjährige Korczak Ziolkowski in ein von Nonnen geführtes Waisenhaus in Boston gebracht, da keiner seiner Verwandten sich um das Kind kümmern wollte.
Er besuchte die Rindge Technical School und lernte verschiedene Handwerkstechniken. Ziolkowski stand als Waise unter der Aufsicht des Richters Frederick Pickering Cabot (1868–1932). Cabot war von Ziolkowskis Talent beeindruckt, der schon früh eine Begabung für die Bildhauerei zeigte. Nach Cabots Tod schuf Ziółkowski zu Ehren seines Förderers die Büste des Richters aus Carrara-Marmor, die in der Symphony Hall (Boston) aufgestellt werden sollte, wo Cabot Vorstandsmitglied gewesen war. Nach der Schulzeit arbeitete er als Schiffszimmermann in einer Werft. Nach der Arbeit befasste er sich mit Holzschnitzerei und stellte kunstvolle Möbel her.
Er gewann den ersten Preis auf der New Yorker Weltausstellung 1939 für eine Büste des polnischen Pianisten Ignacy Paderewski und wurde später für die Noah-Webster-Statue in West Hartford, Connecticut, bekannt.
1939 kam  Ziolkowski in die Black Hills, um an den Arbeiten am Mount Rushmore mitzuhelfen. Im selben Jahr bekam er einen Brief von Henry Standing Bear (um 1874–1953), dem damaligen Häuptling der Sioux, der ihn einlud, ein Crazy-Horse-Denkmal zu gestalten.
1947 zog er in die Black Hills. Er lebte zunächst in einem Zelt und baute sich dann eine Blockhütte.
An Thanksgiving 1950 heiratete er Ruth Ross (* 26. Juni 1926 in Hartford; † 21. Mai 2014 in Rapid City), die seit 1947 als seine Assistentin arbeitete. Die Arbeiten an dem Denkmal verliefen langsam, da  Ziolkowski  keine staatliche Gelder annehmen wollte, im Einklang mit der indianischen Regel, dass die Schwarzen Berge nicht zum Verkauf standen. Das Geld zur Finanzierung des Denkmals wurde von einer privaten Stiftung, der Crazy Horse Memorial Foundation, und durch den Verkauf von Eintrittskarten aufgebracht.
Jedes Jahr wird das Crazy Horse Center von über einer Million Touristen besucht.
Ziolkowski arbeitete bis 1982 als Bildhauer, als er plötzlich an seinem Arbeitsplatz an einem Herzinfarkt starb. Er wurde am Fuße des Denkmals begraben. Nach seinem Tod wurde die Arbeit von seiner Witwe und von sieben seiner zehn Kindern weitergeführt. Ruth Ross wurde nach ihrem Tod neben ihrem Mann bestattet.
Der Korczak-Tag wird jedes Jahr am 3. Mai, dem Jahrestag von Korczaks Ankunft in den Black Hills im Jahr 1947, vor Ort gefeiert.
Als erstes Teilstück des Denkmals wurde 1998, rechtzeitig zum 50. Jahrestag der ersten Sprengung, das 26,67 Meter hohe Gesicht fertiggestellt. Anschließend begannen die Arbeiten an dem 66,75 Meter hohen Pferdekopf.

## Werke
- Büste des Richters Frederick Pickering Cabot aus Carrara-Marmor
- Büste des polnischen Pianisten Ignacy Paderewski
- Noah-Webster-Statue in West Hartford
- Crazy Horse Memorial in Black Hills